# Bevacizumab
Il bevacizumab in commercio con il nome Avastin, della Genentech/Roche è un farmaco che blocca la crescita di nuovi vasi sanguigni (angiogenesi). È usato per il trattamento di varie forme tumorali, tra cui quelli del colon-retto, del polmone e del rene, e in alcune malattie degli occhi.
Effetti indesiderati principali: trombosi, emorragia, ipertensione.

## Farmacodinamica
Bevacizumab è un anticorpo monoclonale umanizzato che si lega al fattore di crescita dell'endotelio vascolare (VEGF-A). Il VEGF-A è un segnale chimico che stimola l'angiogenesi in una varietà di malattie, in particolare nei tumori e nella proliferazione retinica degli occhi dei diabetici. Il bevacizumab è stato il primo inibitore dell'angiogenesi clinicamente disponibile negli Stati Uniti.

## Usi clinici
Il bevacizumab è attualmente approvato dalla US Food and Drug Administration (FDA) e dall'European Medicines Agency (EMA, l'agenzia europea per i medicinali) per i tumori in fase metastatica.
- Metastasi del cancro del colon e del retto: il farmaco ha ricevuto l'approvazione nel 2004 per l'uso in combinazione con la chemioterapia standard (fluoropirimidine).
- Carcinoma polmonare non a piccole cellule, non asportabile chirurgicamente, metastatico o in recidiva: la molecola ha ricevuto l'approvazione, utilizzata in combinazione a chemioterapia a base di platino, per il trattamento in prima linea di soggetti adulti.[2]
- Carcinoma metastatico della mammella: nel 2008, è stato approvato dalla FDA, quindi dalla stessa EMA, per il trattamento in prima linea di soggetti adulti, in associazione con paclitaxel. Questa decisione negli USA generò qualche polemica poiché sembrava andare in senso opposto alla raccomandazione del comitato consultivo del FDA.[3]
- Carcinoma renale avanzato o metastatico: approvato per un trattamento in prima linea di soggetti adulti in associazione con interferone α–2a.

Carcinoma ovarico epiteliale, carcinoma alle tube di Falloppio o carcinoma peritoneale primario in stadio avanzato: in queste neoplasie bevacizumab è stato approvato per il trattamento in prima linea in associazione con paclitaxel e carboplatino.
Inoltre, negli ultimi anni, è risultato efficace nel bloccare la crescita di neurinomi dell'acustico in pazienti con neurofibromatosi di tipo II.
Risposta alla chemioterapia risulta più efficace in presenza di mutazioni del gene oncosoppressore TP53 associate al gene KRAS.

### Usi off-label
Il farmaco viene usato Off-label senza l'approvazione della FDA o dell'EMA, ma sulla scorta di studi clinici, nel trattamento della degenerazione maculare, una malattia dell'occhio caratterizzata anche da proliferazione di vasi sanguigni nella retina.
Gli studi clinici sono in corso nel cancro della mammella non-metastatico, nel carcinoma renale, nel glioblastoma multiforme, nel carcinoma ovarico, nel Carcinoma della prostata ormone resistente, nel cancro del fegato non operabile e per uso locale nel tumore del pancreas.
Uno studio pubblicato nell'aprile del 2009 ha rilevato che bevacizumab non è efficace nel prevenire le recidive nel cancro al colon non-metastatico dopo l'intervento chirurgico.
Nel maggio 2009, ha ricevuto l'approvazione della FDA per il trattamento di forme di glioblastoma multiforme ricorrente, mentre il trattamento per le forme iniziali sono ancor in fase di sperimentazione di tipo III.
La FDA alla fine del 2010 ha rimosso l'indicazione di Avastin nel trattamento delle forme di tumore metastatico della mammella, dopo esperienze condotte su oltre 3.000 donne.

## Lo scandalo Avastin-Lucentis
Successivamente alla registrazione con le indicazioni per le terapie tumorali (2004) i ricercatori scoprirono che bevacizumab (Avastin) risultava terapeuticamente efficace in ambito oftalmico, anche nel trattamento della maculopatia degenerativa dell'anziano.
Pur essendo quest'ultima una patologia molto diffusa tra i soggetti anziani, e quindi potenzialmente "redditizia" per la commercializzazione di un farmaco efficace, come sembravano indicare tutti gli studi clinici su bevacizumab, inspiegabilmente la società Roche non chiese alle agenzie governative del farmaco di estendere l'autorizzazione anche per questa indicazione.
Entro breve tempo un'altra società farmaceutica, la Novartis (sempre una multinazionale e sempre con sede in Svizzera), sviluppò e commercializzò un'altra molecola, ranibizumab (nome registrato Lucentis), derivata da bevacizumab, e ne ottenne l'autorizzazione alla vendita con l'indicazione per il trattamento della degenerazione maculare neovascolare (essudativa) correlata all'età. Le due molecole tuttavia mostrano un profilo di sicurezza ed efficacia sostanzialmente sovrapponibile. Il trattamento con ranibizumab si caratterizza anche per i maggiori costi: una dose di Avastin ha un prezzo che oscilla tra i 15 e gli 80 euro, contro gli oltre 900 euro necessari per Lucentis.
In molti paesi europei e negli Usa i medici, anche sulla scorta dei numerosi studi scientifici che mostrano una sostanziale sovrapponibilità delle due molecole quanto a profilo d'efficacia e sicurezza, utilizzano bevacizumab anziché ranibizumab, pur assumendosi personalmente la responsabilità di tale scelta, nonostante Avastin non sia registrato specificatamente per il trattamento della degenerazione maculare.

In Italia l'Agenzia Italiana del Farmaco (Aifa) nel 2012 esclude l'Avastin dalla lista “legge 648/96”, composta dai farmaci, che possono essere comunque utilizzati dal servizio sanitario nazionale con una indicazione terapeutica diversa da quella autorizzata.
La decisione nel 2014 sarebbe costata al contribuente italiano quasi 600 milioni in più.
La decisione comporta un'impennata della spesa a carico del Servizio Sanitario Nazionale e scattano le denunce alla Magistratura italiana.
Nel marzo 2014 l'Antitrust italiano commina a Roche e Novartis una maximulta di 180 milioni di euro, accusandole di essersi spartite il mercato a danno dei consumatori e delle finanze pubbliche.
L'ipotesi dell'antitrust è che le due società si siano accordate per spartirsi il mercato, dividendosi i proventi miliardari della vendita dei due farmaci dalla sostanziale sovrapponibilità di efficacia terapeutica, ma dal costo estremamente diverso. 
Roche in particolare è accusata di incassare alte royalties dalla Novartis per la commercializzazione del Lucentis.
Mentre Novartis, dal canto suo, controllando oltre un terzo del capitale di Roche incassa, oltre ai proventi delle vendite del proprio medicinale, la quota di utili di Roche.

Sulla vicenda la procura di Roma ha aperto un'indagine, ipotizzando i reati di aggiotaggio e truffa al Servizio Sanitario Nazionale (SSN), facendo seguito ad un'analoga inchiesta della procura di Torino, risalente al 2012, sulla base di una denuncia della Società Oftalmologica Italiana (SOI), sempre con l'ipotesi di truffa ai danni del SSN. Nel marzo 2014 l'inchiesta è stata allargata all'ipotesi di disastro doloso e associazione a delinquere finalizzata alla truffa.

### Bevacizumab
- Gianni Bonadonna, Gioacchino Robustelli Della Cuna e Pinuccia Valagussa, Medicina oncologica., con CD-ROM, Elsevier, 2007,  pp. 688–, ISBN 978-88-214-2814-2.
- M. Colombo, Il carcinoma epatocellulare, Elsevier srl, 2010,  pp. 269–, ISBN 978-88-214-3193-7.
- (EN) Howard L. Kaufman, Molecular targeting in oncology, Humana Press, 2008,  pp. 390–, ISBN 978-1-58829-577-4.